# Immunosuppressie

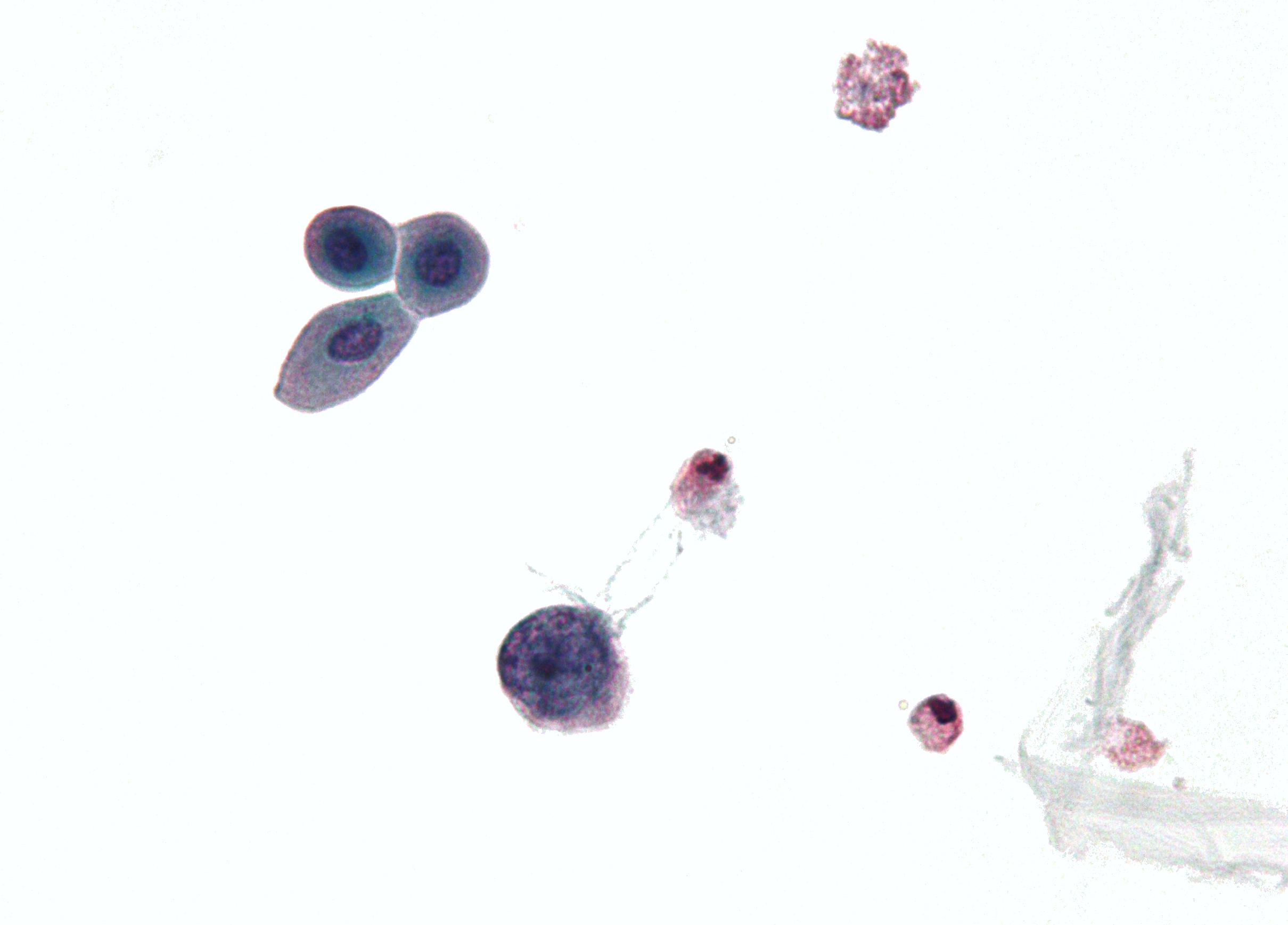
Een opportunistische infectie door het polyomavirus (zie blauwe geïnfecteerde cel) als gevolg van immunosupressie

Immunosuppressie is het onderdrukken van het immuunsysteem. Het immuunsysteem heeft van zichzelf verschillende mechanismen om zijn eigen werking af te remmen, en hiermee verkeerde of overmatige activering te voorkomen. Een belangrijk voorbeeld van een immuunsuppressief mechanisme zijn de regulatoire T-cellen, die als taak hebben om een opkomende cellulaire respons te matigen. Immunosuppressie kan ook via medicinale weg worden bereikt, door toediening van immuunsuppressiva.
Onderdrukking van de afweer is soms hard nodig, bijvoorbeeld om te voorkomen dat het lichaam een orgaantransplantaat afstoot. Daarnaast wordt het ingezet bij de behandeling van auto-immuunziekten zoals systemische lupus erythematodes, reumatoïde artritis, of de ziekte van Crohn. Dit wordt meestal bereikt met behulp van geneesmiddelen, maar ook door een operatie (splenectomie) of plasmaferese. Een patiënt die immunosuppressie ondergaat, of wiens immuunsysteem om andere redenen verzwakt is (zoals bij chemotherapie, neutropenie en hiv-infectie), wordt in medische kringen ook wel immuungecompromitteerd genoemd.